# Grant Billmeier
Grant Billmeier (* 6. Oktober 1984 in Pennington, New Jersey) ist ein ehemaliger US-amerikanischer Basketballspieler. Der 2,08 m große und 114 kg schwere Billmeier spielte auf der Position des Centers. Als Berufsbasketballspieler stand er beim deutschen Regionalligisten Würzburg Baskets sowie bei AD Vagos in Portugal unter Vertrag.
Nach seinem Abschluss an der St. Patrick High School in Elizabeth (New Jersey) entschied sich Billmeier, die Seton Hall University zu besuchen. Für die Hochschulmannschaft, die in der Big East Conference spielt, erzielte er in seinem ersten Jahr 3,5 Punkte und 3,8 Rebounds in 17,8 Minuten pro Spiel. In seinem zweiten Jahr brachte er es auf jeweils 3,4 Punkte und Rebounds in 13,8 Minuten pro Spiel.
Im Sommer 2007 wagte er den Schritt nach Europa und unterschrieb einen Vertrag bei den Würzburg Baskets, die zu dieser Zeit in der 1. Regionalliga Südost spielten. Die Würzburger beendeten die Saison auf dem dritten Platz und verpassten somit den Aufstieg. Billmeier war einer der Leistungsträger: Er erzielte die drittmeisten Punkte der Mannschaft (337) und brachte es auf einen Durchschnitt von 13 Punkten pro Spiel.
Zur Saison 2008/09 wurde die Würzburger Mannschaft weitgehend umgebaut, Billmeiers Vertrag wurde nicht verlängert, er wechselte zum portugiesischen Erstligisten AD Vagos und spielte dort bis zum Ende des Spieljahres 2008/09.
Wegen seiner aggressiven und körperbetonte Spielweise erhielt er den Spitznamen „G-Banger“. Seine Stärken waren das Spiel nahe am Korb, wo er Rebounds holte und zu leichten Punkten kam. Er verfügte auch über einen zuverlässigen Wurf aus der Mitteldistanz und war ein ordentlicher Freiwerfer.